# ويندي بالمر
ويندي بالمر (بالإنجليزية: Wendy Palmer)‏ مواليد 12 أغسطس 1974 في كارولاينا الشمالية، هي لاعبة كرة سلة أمريكية معتزلة أصبحت مدربة بدأت مسيرتها الاحترافية في سنة 1997.. يبلغ طولها 6 قدم 2 بوصة (1.9 م). اعتزلت اللعب في 2007.

## المسيرة الاحترافية
لعبت مع ديترويت شوك في موسم 2000–2001، ثم لعبت مع أورلاندو ميريكل في سنة 2002، ثم لعبت مع كونيتيكت صن في موسم 2003–2004، ثم لعبت مع سان أنطونيو ستارز في سنة 2005، ثم لعبت مع سياتل ستورم في موسم 2006–2007.

## روابط خارجية
- ويندي بالمر على موقع الاتحاد الوطني لكرة السلة النسائية (الإنجليزية)
- ويندي بالمر على موقع كرة السلة الأوروبية.كوم (الإنجليزية)
- ويندي بالمر على موقع كلية كرة السلة في سبورتس رفرنس.كوم (الإنجليزية)
- ويندي بالمر على موقع بروبوليرز (الإنجليزية)
- ويندي بالمر على موقع سبورتس رفرنس (الإنجليزية)
- ويندي بالمر على موقع كلية كرة السلة في سبورتس رفرنس.كوم (الإنجليزية)